# Gonatocerus huxleyi
Gonatocerus huxleyi är en stekelart som beskrevs av Girault 1912. Gonatocerus huxleyi ingår i släktet Gonatocerus och familjen dvärgsteklar. Inga underarter finns listade i Catalogue of Life.